# Francesco Cognasso

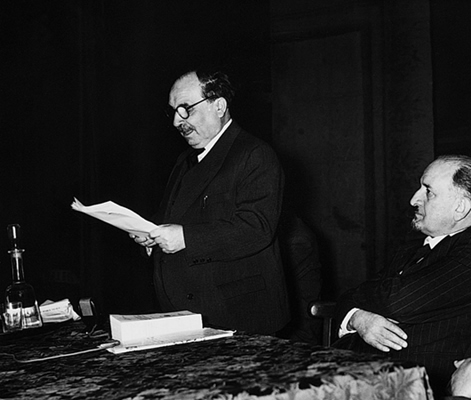
Francesco Cognasso

Francesco Cognasso (* 16. Dezember 1886 in Pinerolo; † 14. März 1986 in Turin) war ein italienischer Historiker.

## Leben
Zunächst Lehrer an Gymnasien und höheren Schulen, war Cognasso in der Folge der erste Vorsitzende der facoltà di Magistero der Universität Turin, wo er Neuere Geschichte lehrte. Von 1939 an besetzte er den Lehrstuhl für Geschichte des Mittelalters an der facoltà di Lettere in der piemontesischen Hauptstadt, ehe er 1968 mit Erreichen der Altersgrenze außer Dienst gestellt und zu einem emeritierten Professor wurde.
Von 1930 bis 1934 leitete er die Rivista Storica Italiana, in der Nachkriegszeit wurde er Leiter des Bollettino storico-bibliografico subalpino und Berater des Centro italiano di studi sull'alto medioevo. Seine gesamte Produktion sah ihn stets auf besondere Weise vertieft auf das Studium mittelalterlicher Urkunden.
Cognasso war ein zäher Unterstützer der sardisch-piemontesischen Monarchie bzw. des italienischen Königtums und konzentrierte seine Recherchen vor allem auf das Piemont und auf das Haus Savoyen, worüber er in das Herz der großen europäischen Konflikte vordrang und sich für die Politik der Visconti interessierte. Er interessierte sich auch für Byzanz und den Orient, für zeitgenössisch in Italien vernachlässigte Themen (Johanna von Savoyen war Ostkaiserin, die Frau von Andronikus III.).
Die Forschertätigkeit vollzog sich nicht exklusiverweise in der akademischen Welt, sondern unterhielt auch intensiven Kontakt mit Lokalgelehrten. Nicht mehr Universitätsdozent, setzte er seine Studien über die piemontesische Vergangenheit fort, über die Ursprünge von Savoyen und über das Risorgimento. Umberto II. von Italien ernannte ihn vom Exil aus zum Mitglied der Consulta dei Senatori del Regno und verlieh ihm den Ordine civile di Savoia, die höchste savoyardische Auszeichnung.
Im Alter von 99 Jahren im Dezember 1985 von einem Hirnschlag getroffen, starb Cognasso im Krankenhaus Maria Vittoria in Turin nach drei Monaten bettlägerigen Leidens. Er ist auf dem Cimitero monumentale di Torino bestattet.

## Werke

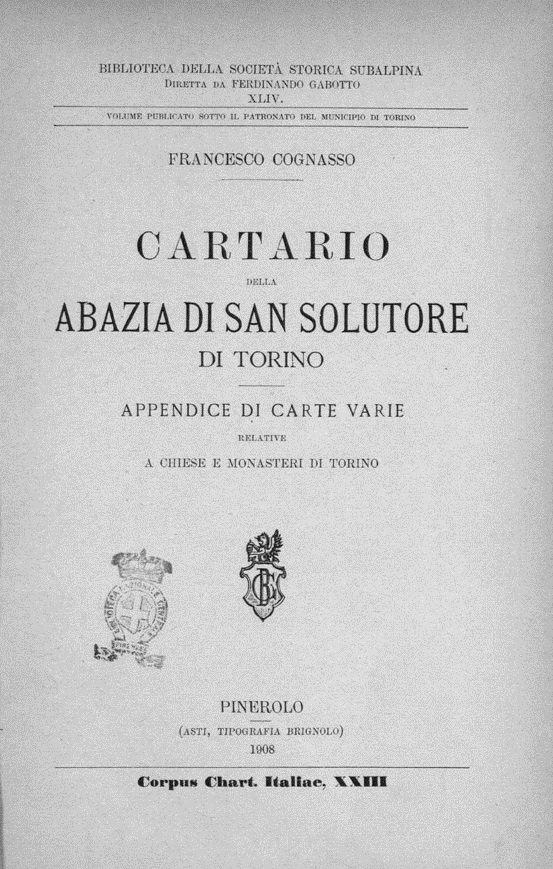
Cartario della abazia di San Solutore di Torino, 1908

- Cartario della abazia di San Solutore di Torino. Tipografia Brignolo, Asti 1908 (italienisch, beic.it).
- Il Conte Verde. Paravia, Turin 1926 (italienisch). II ed. 1930
- Umberto Biancamano. Paravia, Turin 1929 (italienisch).
- Amedeo VIII. Paravia, Turin 1930 (italienisch).
- Il Conte Rosso. Paravia, Turin 1931 (italienisch).
- Storia di Torino. Lattes, Turin 1934 (italienisch). Aldo Martello Ed., 1959. Giunti, Firenze, 2002.
- Tommaso I ed Amedeo IV. Paravia, Turin 1940 (italienisch).
- I Savoia nella politica europea. ISPI, Mailand 1941 (italienisch).
- Vittorio Emanuele II. Collana I Grandi Italiani n.23 Auflage. UTET, Turin 1942 (italienisch). Dall'Oglio, Milano, 1986.
- Storia della questione d'Oriente. Ed. Palatine, Turin 1948 (italienisch).
- Introduzione allo studio della storia medioevale. Gheroni, Turin 1949 (italienisch).
- Novara e il suo territorio. Novara 1952 (italienisch).
- Storia d'Italia: il medioevo (476-1492). Editrice Primato, 1958 (italienisch).
- L'Italia del Rinascimento: società e costume (2 voll.). UTET, Turin 1965 (italienisch).
- I Visconti. Mailand 1966 (italienisch). Odoya, Bologna, 2016, ISBN 978-88-62-88306-1.
- Storia delle Crociate. Dall'Oglio, Mailand 1967 (italienisch). Odoya, Bologna, 2015, ISBN 978-88-62-88282-8.
- Il Piemonte nell'età sveva. Deputazione alpina di storia patria, Turin 1968 (italienisch).
- Vita e cultura in Piemonte dal medioevo ai nostri giorni. Centro Studi Piemontesi, Turin 1969 (italienisch).
- Storia di Novara. Libreria Lazzaroli, 1971 (italienisch). Interlinea, Novara, 1992.
- I Savoia. Dall'Oglio, Mailand 1971 (italienisch). Collana Storica, Corbaccio, Mailand, 1994–1999, ISBN 978-88-79-72135-6.
- Bisanzio. Storia di una civiltà. Dall'Oglio, Mailand 1976 (italienisch). Odoya, Bologna, 2017, ISBN 978-88-62-88400-6.